# Eremogone congesta
Eremogone congesta là loài thực vật có hoa thuộc họ Cẩm chướng. Loài này được (Nutt. ex Torr & A.Gray) Ikonn. mô tả khoa học đầu tiên năm 1973.